# Petlāwad
Petlāwad är en ort i Indien.   Den ligger i distriktet Jhābua och delstaten Madhya Pradesh, i den centrala delen av landet, 700 km söder om huvudstaden New Delhi. Petlāwad ligger 398 meter över havet och antalet invånare är 13 260.
Terrängen runt Petlāwad är platt. Runt Petlāwad är det ganska tätbefolkat, med 214 invånare per kvadratkilometer. Petlāwad är det största samhället i trakten. Trakten runt Petlāwad består till största delen av jordbruksmark.